# کیلد آبل
کیلد آبل (به انگلیسی: Kjeld Abell) نمایش‌نامه‌نویس دانمارکی متولد ۱۹۰۱ میلادی که در سال ۱۹۶۱ چشم از جهان فروبست. در پانزده نمایش‌نامه‌ای که به نگارش درآورد عمدتاً از مسئولیت اخلاقی و لزوم عمل به اصول اخلاقی برای پرهیز از بدی سخن می‌گوید. او به همراه کای مونگ (به انگلیسی: Kaj Munk) نمایش‌نامه‌نویس هم‌وطنش از شاخص‌ترین نمایش‌نامه‌نویسان قرن ۲۰ دانمارک بودند.

## آثار
- آنا سوفی هدویگ (۱۹۳۹)
- روزهایی بر ابر (۱۹۴۷)
- فریاد (۱۹۶۱)